# Turné 2020/2022 (Kabát)
Turné 2020/2022 bylo koncertní turné české rockové skupiny Kabát, které započalo 12. července 2022 v jihlavském amfiteátru a skončilo 19. listopadu 2022 na zimním stadionu v Oloumouci. Turné propagovalo nové studiové album El Presidento.

## Přehled
Dne 31. října 2019 skupina Kabát prostřednictvím webových stránek oznámila termíny podzimního halového turné 2020, přičemž o den později zahájila předprodej vstupenek. Původní itinerář zahrnoval 17 koncertů po České republice, záhy byly přidány čtyři koncerty na Slovensku.
V červnu 2020 bylo turné v důsledku expanze pandemie covidu-19 odloženo na podzim 2021. V srpnu 2020 byly upřesněny termíny odložených koncertů. Posléze se turné opět přeložilo až na podzim 2022, skupina přesto vyjela na letní turné 2021 pod cirkusovým šapitó s příhodným názvem Cirkus Kabát.
Podzimní turné bylo paradoxně zahájeno již v červenci 2022 v jihlavském amfiteátru, protože původní dějiště koncertu, Horácký zimní stadion šel do rekonstrukce. V září 2022 bylo oznámeno dokončení nové studiové desky El Presidento, jejíž písně byly zahrnuty v koncertním repertoáru.
Během koncertu v pražské O2 areně se ke skupině jako host připojila kytaristka a youtuberka Natálie Nejezchlebová, která si s kapelou zahrála píseň "Rumcajs miloval Manku". O jejím příběhu a následném spojení se skupinou Kabát vznikl krátký dokument "Natty".
Stage byla koncipována doprostřed hal, tedy tak že skupina hrála publiku do všech stran. Skupina tuto koncepci využila už v letech 2002, 2011 a 2017.          

## Setlist
Seznam uvádí všechny písně, které skupina odehrála za celé turné, včetně jihlavského koncertu.
Děvky ty to znaj
- "Žízeň"
- "Moderní děvče"

Colorado
- "Starej bar"

Země plná trpaslíků
- "Dávám ti jeden den"

MegaHu
- "Bruce Willis"
- "Šaman"

Go satane go
- "Go satane go"
- "V pekle sudy válej"
- "Bára"
- "Bum Bum Tequilla"

Suma Sumárum: The Best Of
- "Pohoda"

Dole v dole
- "Dole v dole"
- "Stará Lou"
- "Frau Vogelrauch"
- "Shořel náš dům"
- "Kdo si nechce hubu spálit"

Corrida
- "Corrida"
- "Burlaci"
- "Úsměv pana Lloyda"
- "Malá dáma"
- "Raci v práci (s.r.o.)"
- "Kdoví jestli"

Banditi di Praga
- "Banditi di Praga"
- "Ebenový hole"
- "Kávu si osladil (pro Frantu)"

Do pekla/do nebe
- "Western Boogie"
- "Valkýra"
- "Do Bolívie na banány"
- "Houby magický"
- "Brousíme nože"

El Presidento
- "El Presidento"
- "Rumcajs miloval Manku"
- "Kazačok"
- "Nesmrtelná teta"

1. "Nesmrtelná teta"
2. "V pekle sudy válej"
3. "Bára"
4. "Dole v dole"
5. "Malá dáma"
6. "El Presidento"
7. "Bruce Willis"
8. "Houby magický"
9. "Za ztracený námořníky"
10. "Corrida"
11. "Šaman"
12. "Stará Lou"
13. "Banditi di Praga"
14. "Kdo si nechce hubu spálit"
15. "Go satane go"
16. "Western Boogie"
17. "Starej bar"
18. "Bum bum tequilla"
19. "Kdoví jestli"
20. "Žízeň"
21. "Burlaci" (přídavek)
22. "Pohoda" (přídavek)
23. "Moderní děvče" (přídavek)

## Seznam koncertů
| Datum                | Město            | Místo                        |
| Část I. – Česko      | Část I. – Česko  | Část I. – Česko              |
| -------------------- | ---------------- | ---------------------------- |
| 12. července 2022    | Jihlava          | Amfiteátr Jihlava            |
| 6. října 2022        | Chomutov         | Rocknet aréna                |
| 8. října 2022        | Karlovy Vary     | KV Arena                     |
| 11. října 2022       | Plzeň            | LogSpeed CZ Aréna            |
| 13. října 2022       | České Budějovice | Budvar aréna                 |
| 15. října 2022       | Brno             | Winning Group Arena          |
| Část II. – Slovensko |                  |                              |
| 18. října 2022       | Bratislava       | Zimný štadión Ondreja Nepelu |
| 20. října 2022       | Zvolen           | Zimný štadión Zvolen         |
| 22. října 2022       | Košice           | Steel Aréna                  |
| 25. října 2022       | Poprad           | Zimný štadión mesta Poprad   |
| Část III. – Česko    |                  |                              |
| 27. října 2022       | Ostrava          | Ostravar Aréna               |
| 29. října 2022       | Třinec           | Werk Arena                   |
| 1. listopadu 2022    | Břeclav          | Zimní stadion Břeclav        |
| 3. listopadu 2022    | Třebíč           | KHNP Arena                   |
| 5. listopadu 2022    | Pardubice        | Enteria arena Pardubice      |
| 8. listopadu 2022    | Praha            | O2 arena                     |
| 10. listopadu 2022   | Ústí nad Labem   | Zimní stadion Ústí nad Labem |
| 12. listopadu 2022   | Liberec          | Home Credit Arena            |
| 15. listopadu 2022   | Hradec Králové   | ČPP aréna                    |
| 17. listopadu 2022   | Zlín             | Zimní stadion Luďka Čajky    |
| 19. listopadu 2022   | Olomouc          | Zimní stadion Olomouc        |

## Sestava
Kabát
- Josef Vojtek –⁠ zpěv
- Milan Špalek –⁠ baskytara, zpěv, doprovodný zpěv
- Ota Váňa –⁠ kytara, doprovodný zpěv
- Tomáš Krulich –⁠ kytara, doprovodný zpěv
- Radek „Hurvajs“ Hurčík –⁠ bicí, doprovodný zpěv

Hosté
- Natálie Nejezchlebová – kytara